# Charles Asgill (1713-1788)
Pour les articles homonymes, voir Charles Asgill et Asgill.
Sir Charles Asgill, 1er baronnet, né le 17 mars 1713 et mort le 15 septembre 1788, est un banquier d'affaires britannique.

## La vie de famille
Asgill épouse en premières noces Hannah Vanderstegen le 16 juin 1752 et, après la mort de celle-ci en 1754, il épouse en secondes noces Sarah Theresa Pratviel le 12 décembre 1755.
Katherine Mayo déclare que "le caractère d'Asgill portait la marque de Westminster. Homme d'une grande honnêteté intellectuelle et d'une grande largeur d'esprit, il était ouvert de cœur et de main partout où ses sympathies étaient touchées. En politique, il était un Whig militant. Son ressentiment à l'égard de l'attitude du roi et du ministère à l'égard des colonies américaines s'apparentait à une passion ; et il refusa la pairie qu'on lui offrait, dit-on, dans l'espoir d'accroître son influence. Il a eu de la chance dans son mariage. Theresa Pratviel [connue sous le nom de Sarah] était la fille d'un riche émigré huguenot français. Pétillante d'énergie et d'imagination et connue pour son charme, elle partageait les idées humanitaires et politiques de son mari ; et tous deux comptaient parmi leurs amis certains des premiers Whigs de l'époque - hommes d'État, publicistes, hommes de lettres".